# Менес
Менес (Мена, Мина, Мени др.-греч. Μήνης; ок. 3200—3000 гг. до н. э.) — первый или второй фараон I династии Древнего Египта.
Существует множество теорий и догадок по поводу личности Менеса, но его можно воспринимать как сына фараона Нармера или же самого Нармера (либо Хор Аха), — этот факт точно не установлен.

## Идентификация и историчность
Имя Менес впервые упоминается спустя полтора тысячелетия после его предполагаемого правления в храме женщины-фараона Хатшепсут, где оно написано рядом с её именем. После оно появляется в храме Сети I, в Абидосе, где Мена (Менес) выступает в качестве основателя Египта, от которого ведут род все фараоны. В Туринском списке его имя всплывает два раза: сначала как имя прародителя фараонов, потом как имя умершего фараона. Таким образом, его стали рассматривать как первого человеческого правителя страны после эпохи богов, непосредственно получившего власть из рук Хора. Менес появляется даже в летописях Геродота и Манефона, в греко-римских романах. Очевидно, Менес действительно был прославлен, как Нармер.
Примечательно, что ранние царские анналы и списки (например, Палермский камень) не знают фараона с таким именем. Некоторые учёные считают, что Менес — это фараон Нармер или Хор-Аха, так как сроки их правления совпадают, к тому же в летописях Манефона он значится как объединитель Верхнего и Нижнего Египта, которым считается Нармер. Вопрос об историчности Хор-Аха, Менеса и Нармера и по сей день остаётся открытым. Некоторые учёные отвергают факт существования Менеса.
К середине І тысячелетия до н. э. мифические сведения о Менесе превратили его в культурного героя в памяти египтян. Миф о Менесе вошёл в греческую, позже римскую историческую традицию, сообщения о нём есть у Геродота, Диодора, Манефона, Плиния Старшего, Плутарха и Элиана. Ему приписывается основание египетской государственности путём объединения враждующих царств Верхнего и Нижнего Египта, и в частности основание Мемфиса, учреждение культов, изобретение письма (Плиний).

## Легенды о Менесе
Согласно позднеегипетской и античной традиции, Менес был опытным военачальником и энергичным политиком. Видимо, он подчинил Нижний Египет (хотя у нас и нет данных о его войне с ним) и слил воедино оба царства, завершив, таким образом, длительный процесс централизации Египта. В качестве наглядного результата его мудрой политики по умиротворению Нижнего Египта можно рассматривать запись о строительстве храма в Саисе, посвящённого богине Нейт, которая была божеством, покровительствующим Северу.
Его родным городом был Тин (греч. Тинис), в Верхнем Египте (рядом с Абидосом), но он лежал не достаточно близко от Дельты, чтобы служить ему резиденцией. Поэтому в данном случае мы можем верить Геродоту, утверждающему, что Менес провёл большую насыпь, отклонил течение Нила, и на добытой площади построил крепость Инебу-хедж (букв. «Белые стены», позднейший Мемфис), ставшую царской резиденцией. К югу от стены было сооружено святилище местному богу Птаху («Птаха-к-югу-от-стены-его»), который оставался богом-покровителем этого города на протяжении всей его древней и долгой истории. В день его открытия Менес впервые совершил символические обряды соединения папируса (символ севера) и лотоса (символ юга). Он увенчал себя белой и красной коронами, ввёл титул «царь Верхнего и Нижнего Египта» и в торжественной процессии обошёл Белую стену. До конца египетской цивилизации фараоны, включая носивших соответствующий титул Птолемеев, повторяли этот ритуал при своей коронации.
Одно предание, начертанное на каменной стеле в храме Амона в Фивах по приказанию Тефнахта, отца Бокхориса (XXIV династия), проклинало Менеса за то, что он изменил жизнь египтян в худшую сторону, окружил себя роскошью и блеском. По другому преданию Менес установил порядок богопочитания и храмовых обрядов. С его именем связывалось также представление о первом законодателе, установителе культов (особенно Аписа и крокодилов).
Историческая традиция, повествующая о первом египетском фараоне, пересказана Диодором, но его повествование носит сказочный характер, а потому имеет весьма сомнительную ценность. Согласно этому античному автору, царь, охотясь в Файюме (известном древним грекам как Крокодилополь), был внезапно атакован собственными же охотничьими собаками и спасся только потому, что бросился в озеро, где оказался нильский крокодил, который и вынес его на противоположный берег. Дабы отметить это сверхъестественное спасение, он построил в том месте город, а озеро посвятил крокодилу. Диодор сообщает также, что царь построил себе пирамиду (на самом деле, пирамидальную архитектурную форму изобрёл визирь Имхотеп четыре столетия спустя) в его окрестностях и что египтяне впервые узнали от этого царя, как поклоняться богам и жить на культурный лад; последнее, возможно, является своеобразным отзвуком его деятельности по умиротворению страны после долгого периода анархии и кровопролития во время борьбы за объединение. Джордж Стэнли Фабер в 1816 году на основании этого рассказа Диодора дал трактовку слова campsa как «ковчег» вместо «крокодила» и отождествил египетского Менеса с Ноем и историей Всемирного потопа.
Согласно Манефону, процитированному Африканом, великий царь умер на 63-й год своего правления от ран, нанесённых ему бегемотом во время охоты. Вот эта история уже не кажется столь же невероятной, как предыдущая, ибо мы знаем, что охота на гиппопотамов была популярным развлечением, которое позволяли себе древнеегипетские цари. Не исключено, однако, что этот рассказ и история Диодора являются всего лишь двумя вариантами одного и того же легендарного сюжета.
Из-за неправильного перевода энтузиастом истории Лоуренсом Уодделлом появилась легенда о гибели Менеса от укуса пчелы. Эта история долгое время преподносилась как первое в письменной истории упоминание об аллергической реакции на укус насекомого, что таковым не является.

## Современные интерпретации
На современных ему памятниках Мина под своим личным именем упоминается только на печати царя Нармера. В связи с открытием палетки Нармера в XIX веке, был выдвинут ряд теорий, объясняющих объединение Египта. Долгое время считалось, что Менес идентичен историческому Нармеру.
В настоящее время Менеса чаще всего отождествляют с первым царём I династии, чьё тронное («хорово») имя передаётся как Нармер (буквально «Хор-Сом» прибл. 3007—2975 до н. э.). Ранее считалось что Хор Аха был тем мифическим Менесом, благодаря годовому ярлыку из Накада, на котором появляется имя Небти-Мин, новейшие исследования показали что это всего лишь название часовни.
В то же время, ряд египтологов отказывает Менесу в историчности. Отмечается близость его образа в античной историографии с образами других легендарных правителей (например, Ромула), а также, что предания о Менесе напоминают эпическую традицию, обычно возникающую в общинной среде. Некоторые исследователи считают, что приписывать Менесу объединение Верхнего и Нижнего Египта не совсем правомерно, поскольку на самом деле этот процесс завершился лишь в правление фараона II династии Хасехемуи.

## Деятельность Хор Аха
Как полагают на основании археологических данных, на правление Нармера приходится начало древнеегипетского летописания, поскольку начался счёт лет по годам (каждый год получал особое название по примечательным событиям), что нашло своё отражение в летописи Палермского камня.
Хор Аха вёл войны в Нубии, наименование одного из его годов царствования звучит как «Избиение сати (Нубии)». Остальные наименования годов свидетельствуют о мирном правлении Хор-Аха и сводятся к празднествам, выходам, изготовлению идолов богов, посещению храмов. Возможно, что этот фараон воевал также с ливийцами, на что может указывать табличка из слоновой кости с изображением пленных ливийцев. Однако чтение помещённых тут иероглифов как имя «Мина» остаётся спорным.
Если согласиться с тем, что Хор Аха был сыном Нармера и Нейтхотеп, то его претензии на власть как над Верхним, так и над Нижним Египтом покоились на прочном основании права победителя и наследника, и хотя создаётся впечатление, что не все жители Севера были согласны смириться с его властью, большая часть страны была всё же подчинена ему.

## Сооружения Хор-Аха
В Негаде сохранилась гробница, которая, вероятно, была построена Хор-Аха для своей матери Нейтхотеп (Нейт-хатпи, букв. «Нейт довольна»), в пользу чего говорит тот факт, что в этой гробнице наряду с именем фараона обнаружено также и её имя. Помимо вероятной гробницы Нейтхотеп, сохранились ещё два крупных сооружения этого царя (в Абидосе и Саккаре). Возможно, они строились как его северная и южная гробницы и дали начало традиции фараонов Раннего и особенно Древнего царства строить двойные гробницы, символизировавшие равноправие Верхнего и Нижнего Египта.
Абидосская гробница, самая большая в северо-западной группе гробниц, была приписана Хор-Аха исходя из предметов, найденных во время раскопок. Как и все архаические гробницы в Абидосе, здесь надземная часть также почти полностью развалилась, а сохранилось лишь большое помещение, вырытое в грунте и обложенное рядами кирпича. В полу этого подземного помещения прослеживаются отверстия для деревянных столбов, которые, по-видимому, поддерживали крышу гробницы. Общие размеры монумента, включая толстые подпорные стенки, составляют 11,7 × 9,4 м. В маленькой гробнице, прилегающей к этой гробнице была найдена небольшая золотая пластинка. На ней выгравировано имя Хор-Аха, но её назначение так и остаётся непонятным.
Северная гробница в Саккаре представляет собой гораздо более обширное и претенциозное сооружение; хотя по величине она и уступает гробнице царицы Нейтхотеп, но сходна с ней по общему оформлению. Она более изощрённа и выказывает признаки дальнейшего развития в основном благодаря подземной усыпальнице, которая состоит из большой прямоугольной ямы, высеченной в слежавшемся гравии и в скале, и разделена перекрёстными стенами на пять обособленных помещений. Эти подземные помещения были сверху перекрыты деревянной крышей, а выше, уже на уровне почвы, было возведено большое прямоугольное надземное помещение из кирпича, полое изнутри и разделённое на двадцать семь кладовых или хранилищ для дополнительных погребальных принадлежностей.
Наружные стены строения были украшены панелями с углублениями. Все сооружение было окружено двумя стенами, а его размеры достигали 48,2 × 22 м. На северной стороне гробницы находился целый ряд моделей зданий и большая могила для ладьи, отделанная посредством кирпичной кладки. Могила для ладьи изначально содержала в себе деревянную «солнечную ладью», в которой дух великого царя мог путешествовать вместе с небесными богами, пересекая небеса днём, а ночью плывя по подземному царству.
Как в Абидосе, так и в Саккаре были обнаружены предметы с именем Хор-Аха. В основном это деревянные ярлыки и глиняные печати на сосудах. Что же касается гробницы в Саккаре, то там были найдены сотни горшочков, на каждом из которых стояло царское имя и указывалось содержание.
Из Абидоса до нас дошли мелкие предметы из слоновой кости и ярлыки с именем Има-Иб, которое, возможно, переводится «Быть Приятным сердцу». Гробница этого частного лица была обнаружена в северо-западной группе усыпальниц некрополя в Абидосе поблизости от сооружения, приписываемого Хор-Аха, а потому не исключено, что Има-Иб на самом деле была женщиной, и даже, возможно, женой этого царя.

## В позднейшей культуре
Шотландский востоковед и драматург Александр Доу написал трагедию «Сетона», действие которой разворачивается в Древнем Египте, а Менес является одним из персонажей, наследником Сераписа. В 1774 году Дэвид Гаррик поставил её в королевском театре Друри-Лейн.